# Памятник воину-интернационалисту (Ижевск)

Памятник летом

Памятник воину-интернационалисту установлен в Ижевске в сквере Дворца детского и юношеского творчества рядом с пересечением улиц Милиционной и Кирова в Октябрьском районе города. Он посвящён уроженцам Удмуртии, павших в «горячих точках» мира.

## История
Памятник представляет собой двухметровую бронзовую скульптуру бойца, сидящего на камне с автоматом в руках. Рядом со скульптурой поставлены две стелы, на которых нанесены фамилии уроженцев Удмуртии, павших в войнах последних десятилетий. Автор памятника — скульптор Владимир Курочкин. Позднее рядом с памятником был установлен БТР-60.
Ранее на этом месте стоял другой абстрактный памятник воинам-интернационалистам, который не понравился ветеранам и был убран. Новая скульптура была поставлена 12 февраля 2009 года, в честь 20-летия со дня вывода советских войск из Афганистана. После благоустройства окружающей территории новый памятник воину-интернационалисту был торжественно открыт 15 сентября 2010 года. В мероприятии открытия памятника приняли участие оружейный конструктор М. Т. Калашников, председатель Правительства Удмуртии Ю. С. Питкевич, мэр Ижевска Балакин В. В., а также ветераны и представители общественных организаций. Памятник был освящён священнослужителями Ижевской и Удмуртской епархии, после чего была зажжена 251 свеча. К монументу были возложены памятные венки и цветы.
Рядом с памятником организуются субботники по уборке территории и помывке скульптуры. Около него проводят День памяти воинов-интернационалистов.